# Ondřej Pažout
Ondřej Pažout (ur. 1 lipca 1998 w Turnovie) – czeski dwuboista klasyczny, dwukrotny medalista mistrzostw świata juniorów i brązowy medalista igrzysk olimpijskich młodzieży.

## Kariera
Po raz pierwszy na arenie międzynarodowej pojawił się w styczniu 2015 roku, startując na olimpijskim festiwalu młodzieży Europy w Tschagguns. Zajął tam czwarte miejsce w sztafecie, ósme w sprincie i dwunaste w zawodach metodą Gundersena. W 2016 roku wystąpił na igrzyskach olimpijskich młodzieży w Lillehammer, gdzie wywalczył brązowy medal. Na rozgrywanych rok później mistrzostwach świata juniorów w Park City wspólnie z kolegami z reprezentacji zdobył brązowy medal w sztafecie. Jednocześnie w obu konkurencjach indywidualnych zajął szóstą pozycję. Ponadto podczas mistrzostw świata juniorów w Kandersteg w 2018 roku wywalczył złoty medal w Gundersenie.
W Pucharze Świata zadebiutował 26 listopada 2016 roku w Ruce, zajmując 27. miejsce w Gundersenie. Tym samym już w swoim debiucie wywalczył pierwsze pucharowe punkty. W lutym 2017 roku wystąpił na mistrzostwach świata w Lahti, gdzie w Gundersenie na dużej skoczni zajął 46. miejsce, a w sztafecie był jedenasty.
W lipcu 2024 roku ogłosił zakończenie kariery.

## Osiągnięcia

### Igrzyska Olimpijskie
| Miejsce | Dzień     | Rok  | Miejscowość | Konkurencja           | Wynik zwycięzcy | Strata  | Zwycięzca       |
| ------- | --------- | ---- | ----------- | --------------------- | --------------- | ------- | --------------- |
| 34.     | 14 lutego | 2018 | Pjongczang  | Gundersen HS109/10 km | 24:51,4         | +3:14,4 | Eric Frenzel    |
| 37.     | 20 lutego | 2018 | Pjongczang  | Gundersen HS140/10 km | 23:52,5         | +3:54,9 | Johannes Rydzek |
| 7.      | 22 lutego | 2018 | Pjongczang  | Sztafeta HS140/4x5 km | 46:09,8         | +3:57,3 | Niemcy          |
| 29.     | 9 lutego  | 2022 | Zhangjiakou | Gundersen HS106/10 km | 25:07,7         | +3:23,7 | Vinzenz Geiger  |
| 29.     | 15 lutego | 2022 | Zhangjiakou | Gundersen HS140/10 km | 27:13,3         | +3:16,4 | Jørgen Graabak  |
| 7.      | 17 lutego | 2022 | Zhangjiakou | Sztafeta HS140/4x5 km | 50:45,1         | +2:25,5 | Norwegia        |

### Mistrzostwa świata
| Miejsce | Dzień     | Rok  | Miejscowość      | Konkurencja                     | Wynik zwycięzcy | Strata  | Zwycięzca          |
| ------- | --------- | ---- | ---------------- | ------------------------------- | --------------- | ------- | ------------------ |
| 46.     | 1 marca   | 2017 | Lahti            | Gundersen HS130/10 km           | 26:41,6         | +6:20,0 | Johannes Rydzek    |
| 11.     | 26 lutego | 2017 | Lahti            | Sztafeta HS100/4x5 km           | 47:57,3         | +4:56,6 | Niemcy             |
| 40.     | 22 lutego | 2019 | Seefeld in Tirol | Gundersen HS130/10 km           | 23:43,0         | +4:38,8 | Eric Frenzel       |
| 36.     | 28 lutego | 2019 | Seefeld in Tirol | Gundersen HS109/10 km           | 25:01,3         | +3:26,5 | Jarl Magnus Riiber |
| 9.      | 2 marca   | 2019 | Seefeld in Tirol | Sztafeta HS109/4x5 km           | 50:15,5         | +4:27,6 | Norwegia           |
| 13.     | 26 lutego | 2021 | Oberstdorf       | Gundersen HS106/10 km           | 23:01,2         | +1:28,1 | Jarl Magnus Riiber |
| 8.      | 28 lutego | 2021 | Oberstdorf       | Sztafeta HS106/4x5 km           | 43:57,7         | +4:21,3 | Norwegia           |
| 24.     | 4 marca   | 2021 | Oberstdorf       | Gundersen HS137/10 km           | 23:11,1         | +4:03,9 | Johannes Lamparter |
| 7.      | 6 marca   | 2021 | Oberstdorf       | Sprint drużynowy HS137/2x7,5 km | 29:29,7         | +4:10,6 | Austria            |
| 21.     | 25 lutego | 2023 | Planica          | Gundersen HS102/10 km           | 24:36,3         | +2:07,4 | Jarl Magnus Riiber |
| 9.      | 1 marca   | 2023 | Planica          | Sztafeta HS138/4x5 km           | 47:20,4         | +4:14,2 | Norwegia           |
| 26.     | 4 marca   | 2023 | Planica          | Gundersen HS138/10 km           | 23:42,6         | +4:38,2 | Jarl Magnus Riiber |

### Mistrzostwa świata juniorów
| Miejsce | Dzień       | Rok  | Miejscowość | Konkurencja           | Wynik zwycięzcy | Strata  | Zwycięzca             |
| ------- | ----------- | ---- | ----------- | --------------------- | --------------- | ------- | --------------------- |
| 22.     | 23 lutego   | 2016 | Râșnov      | Gundersen HS100/10 km | 28:02,1         | +5:13,1 | Bernhard Flaschberger |
| 10.     | 25 lutego   | 2016 | Râșnov      | Gundersen HS100/5 km  | 11:01,5         | +1:07,4 | Tomáš Portyk          |
| 4.      | 26 lutego   | 2016 | Râșnov      | Sztafeta HS100/4x5 km | 57:31,8         | +3:15,5 | Austria               |
| 6.      | 31 stycznia | 2017 | Park City   | Gundersen HS100/10 km | 25:54,5         | +37,4   | Arttu Mäkiaho         |
| 3.      | 2 lutego    | 2017 | Park City   | Sztafeta HS100/4x5 km | 46:17,4         | +15,3   | Austria               |
| 6.      | 4 lutego    | 2017 | Park City   | Gundersen HS100/5 km  | 12:14,9         | +48,6   | Vinzenz Geiger        |
| 1.      | 30 stycznia | 2018 | Kandersteg  | Gundersen HS106/10 km | 22:58,3         | -       | -                     |
| 4.      | 1 lutego    | 2018 | Kandersteg  | Sztafeta HS106/4x5 km | 56:33,0         | +2:39,7 | Austria               |
| 6.      | 3 lutego    | 2018 | Kandersteg  | Gundersen HS106/5 km  | 11:28,8         | +23,4   | Vid Vrhovnik          |

### Zimowe Igrzyska Olimpijskie Młodzieży
| Miejsce | Dzień     | Rok  | Miejscowość | Konkurencja             | Wynik zwycięzcy | Strata    | Zwycięzca |
| ------- | --------- | ---- | ----------- | ----------------------- | --------------- | --------- | --------- |
| 3.      | 16 lutego | 2016 | Lillehammer | Gundersen HS100/5 km    | 13:31,4         | +7,9      | Tim Kopp  |
| 7.      | 18 lutego | 2016 | Lillehammer | skoki drużyn mieszanych | 709,5 pkt       | 118,8 pkt | Słowenia  |
| DNS     | 19 lutego | 2016 | Lillehammer | sztafeta mieszana       | 26:16,9         | -         | Rosja     |

### Zimowy olimpijski festiwal młodzieży Europy
| Miejsce | Dzień       | Rok  | Miejscowość         | Konkurencja           | Wynik zwycięzcy | Strata  | Zwycięzca         |
| ------- | ----------- | ---- | ------------------- | --------------------- | --------------- | ------- | ----------------- |
| 12.     | 26 stycznia | 2015 | Tschagguns/Gaschurn | Gundersen HS108/10 km | 27:17,4         | +1:23,5 | Willi Hengelhaupt |
| 4.      | 28 stycznia | 2015 | Tschagguns/Gaschurn | Sztafeta HS108/4x5 km | 56:37,3         | +2:15,4 | Austria           |
| 8.      | 30 stycznia | 2015 | Tschagguns/Gaschurn | Gundersen HS108/5 km  | 13:40,9         | +1:09,8 | Willi Hengelhaupt |

### Puchar Świata

#### Miejsca w klasyfikacji generalnej
- sezon 2016/2017: 64.
- sezon 2017/2018: niesklasyfikowany
- sezon 2018/2019: niesklasyfikowany
- sezon 2019/2020: 43.
- sezon 2020/2021: 49.
- sezon 2021/2022: 54.
- sezon 2022/2023: 51.
- sezon 2023/2024: niesklasyfikowany

#### Miejsca na podium chronologicznie
Pažout nigdy nie stanął na podium indywidualnych zawodów Pucharu Świata.

### Puchar Kontynentalny

#### Miejsca w klasyfikacji generalnej
- sezon 2014/2015: niesklasyfikowany
- sezon 2015/2016: 49.
- sezon 2016/2017: 50.
- sezon 2017/2018: 86.
- sezon 2018/2019: 57.
- sezon 2019/2020: nie brał udziału
- sezon 2020/2021: nie brał udziału
- sezon 2021/2022: nie brał udziału
- sezon 2022/2023: nie brał udziału
- sezon 2023/2024: 62.

#### Miejsca na podium chronologicznie
Pažout nigdy nie stanął na podium indywidualnych zawodów Pucharu Kontynentalnego.

### Letnie Grand Prix

#### Miejsca w klasyfikacji generalnej
- 2015: niesklasyfikowany
- 2016: niesklasyfikowany
- 2017: (49.)[15]
- 2018: nie brał udziału
- 2019: (23.)[16]
- 2021: 16. (32.)[17]
- 2022: niesklasyfikowany
- 2023: 10. (23.)[18]

#### Miejsca na podium w zawodach
Pažout nigdy nie stanął na podium indywidualnych zawodów LGP.